# Phare d'Ault
Pour les articles homonymes, voir Ault.
Le phare d'Ault ou phare d'Onival, construit sur la falaise d'Onival sur la commune d'Ault dans la Somme, a été mis en service en 1951. La première station de signalisation maritime avait été bâtie en 1885.
C'est une tour tronconique blanche en béton armé au sommet de briques rouges, avec galerie et lanterne. Il se situe sur le terrain militaire du sémaphore.
Il est automatisé depuis 2001 et contrôlé à partir du bureau de Saint-Valery-sur-Somme.
Il remplace l'ancienne construction bâtie en briques en 1885 et dynamitée le 6 juin 1940.
Celui-ci était noir et blanc et s'élevait à plus de 100 m au-dessus du niveau de la mer.
Identifiant : ARLHS : FRA-175 - Amirauté : A1220 - NGA : 8800 .

En juillet 2024, après 27 ans de fermeture, le phare est ouvert à la visite. Il est à nouveau possible de gravir les cent marches qui mènent au sommet,.

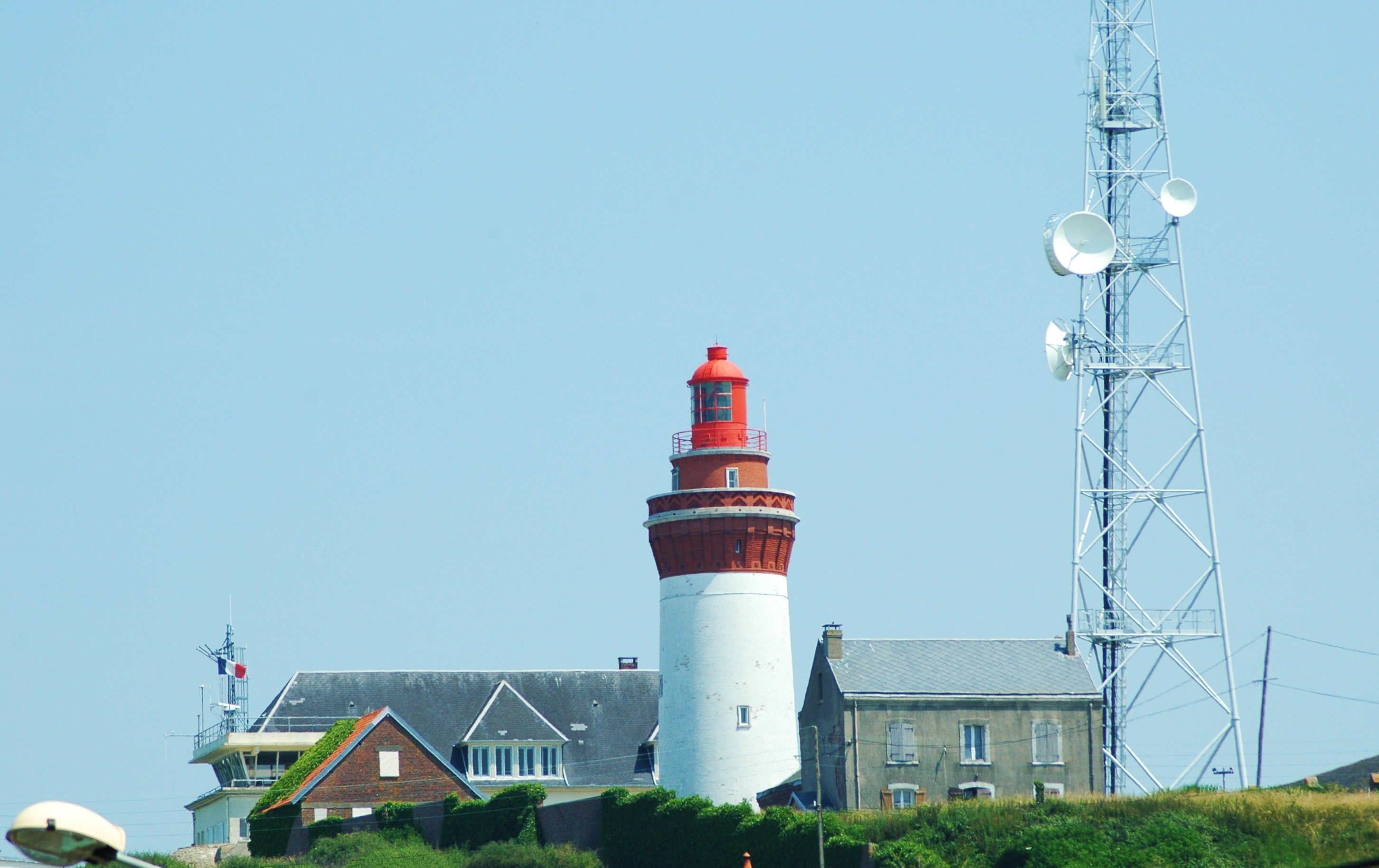
Le phare d'Ault.